# Mark Tewksbury
Mark Roger Tewksbury (Calgary, 7 febbraio 1968) è un ex nuotatore canadese.

## Biografia
Specializzato nel dorso, ha vinto la medaglia d'oro nei 100 m dorso alle Olimpiadi di Barcellona 1992. Nel 1992 ha anche vinto il Trofeo Lou Marsh ed è inoltre uno dei Membri dell'International Swimming Hall of Fame.
Nel dicembre 1998, ha fatto coming out annunciando ai media canadesi di essere gay.
Nel 2006 è stato eletto presidente dei World Outgames canadesi di Montréal.

## Curiosità
Nel 2001 ha condotto la prima serie del programma televisivo americano How It's Made.

## Palmarès
- Giochi olimpici

Seoul 1988: argento nella staffetta 4x100 m misti.
Barcellona 1992: oro nei 100 m dorso e bronzo nella staffetta 4x100 m misti.
- Mondiali

1991 - Perth: argento nei 100 m dorso.
- Giochi PanPacifici

1987 - Brisbane: oro 100 m dorso e argento nei 200 m dorso.
1989 - Tokyo: bronzo nei 100 m dorso.
1991 - Edmonton: argento nei 100 m dorso.
- Vincitore della Coppa del Mondo di dorso nel 1990, nel 1991 e nel 1992